# Haloceras carinata
Haloceras carinata là một loài ốc biển, là động vật thân mềm chân bụng sống ở biển thuộc họ Cyclostrematidae.

## Phân bố
Loài này phân bố ở vùng biển Châu Âu